# Zhang die Ältere
Zhang die Ältere (chinesisch 張皇后, Pinyin Zhāng Huánghòu, Geburtsname unbekannt; † 237), formell Kaiserin Jing'ai (chinesisch 敬哀皇后, Pinyin Jìng'āi Huánghòu, respektvolle und beklagenswerte Kaiserin), war eine Kaiserin der Shu Han zur Zeit der drei Reiche. Sie war die erste Gemahlin des zweiten Kaisers der Dynastie, Liu Shan.
Zhangs Vater war der General Zhang Fei, ihre Mutter war Frau Xiahou, eine Tochter von Xiahou Yuan. Sie heiratete Liu Shan im Jahre 221 auf Wunsch von Liu Bei. Als Liu Shan Kronprinz wurde, erhielt sie den Titel der Kronprinzessin. Im selben Jahr verlor sie ihren Vater, als er von seinen Untergebenen ermordet wurde. Als Liu Bei 223 starb, wurde Liu Shan Kaiser und erhob sie zur Kaiserin.
Kaiserin Zhang hatte keine Kinder. Sie starb 237.
| Vorgänger | Amt                                    | Nachfolger |
| --------- | -------------------------------------- | ---------- |
| Wu        | Kaiserin von China (Südwesten) 223–237 | Zhang      |

| Personendaten    | Personendaten                      |
| ---------------- | ---------------------------------- |
| NAME             | Zhang die Ältere                   |
| ALTERNATIVNAMEN  | 張皇后; Jing'ai; 敬哀皇后          |
| KURZBESCHREIBUNG | chinesische Kaiserin (223–237)     |
| GEBURTSDATUM     | 2. Jahrhundert oder 3. Jahrhundert |
| STERBEDATUM      | 237                                |